# Hans Wacker
Hans Wacker, auch Hans Wacker-Elsen (* 21. Dezember 1868 als Johann Heinrich Wacker in Düsseldorf; † 26. März 1958 in Ferch am Schwielowsee), war ein deutscher Maler.

## Leben
Wacker wurde als Sohn eines Kunstschmiedes geboren. Über seine Kindheit und Jugendzeit ist wenig bekannt. Die letzten beiden Jahre seiner Schulzeit ab 1882 erhielt er Unterricht in der Franziskaner-Klosterschule in Düsseldorf. Hier bekam er eine spezielle Ausbildung im künstlerischen Zeichnen. 1884 wurde Hans Wacker Lehrling bei seinem Vater, um das Kunstschmiedehandwerk zu erlernen.
1885 traf er zum ersten Mal mit Hubert Salentin zusammen, der Wackers künstlerisches Talent erkannte. 1886 gab Wacker seine Tätigkeit als Schmied auf und wanderte heimlich in die Niederlande, um in den dortigen Museen die Werke der bedeutenden niederländischen und flämischen Meister des Goldenen Zeitalters zu studieren. Seinen Lebensunterhalt finanzierte er mit verschiedenen Gelegenheitsarbeiten. Hubert Salentin machte 1892 Wacker mit Andreas Achenbach bekannt. Beide unterrichteten ihn und förderten seinen Wunsch, Maler zu werden.
Nach seiner Hochzeit 1894 mit Frau Elise wurde 1895 sein Sohn Leonhard geboren. Vier weitere Kinder gingen aus dieser Ehe hervor: Luise („Lucie“, * 1896), Otto (1898–1970), Elise („Else“, * 1900) und Helmut (* 1906). Da seine Malerei die wachsende Familie noch nicht ernähren konnte, arbeitete er ab 1895 wieder als Kunstschmied. Nach einem schweren Arbeitsunfall musste er diese Tätigkeit aufgeben und gründete 1896 mit seiner Frau eine Porzellanmalerei.
1898 vermittelten Achenbach und Salentin eine erste kleine Ausstellung seiner Werke in einer Kunsthandlung in Düsseldorf. Studienreisen führten ihn 1901 für längere Zeit nach Zandvoort, Antwerpen, Paris und 1904 nach Belgien, Frankreich und in die Schweiz. 1906 musste der gemeinsame Betrieb mit seiner Frau auf Grund der Konkurrenz einer Kölner Großfirma Konkurs anmelden. 1907 rettete ihn eine kleine Sonderausstellung in der Galerie Eduard Schulte aus größter Not. Er erhielt gute Kritiken und acht Bilder wurden verkauft. In der Folgezeit war er in verschiedenen Ausstellungen präsent und führte weitere Studienreisen nach Italien und in die Niederlande durch. 1911 unterstützte der Maler Gustav Schönleber, ein Freund von Hans Wacker, Ausstellungen seiner Werke in Frankfurt am Main, Stuttgart, Karlsruhe (Badischer Kunstverein) und 1912 in Basel. 1912 folgten größere Privatausstellungen in Kassel, Braunschweig, Mannheim und Straßburg. Das Städtische Museum in Straßburg erwarb im gleichen Jahr ein Gemälde von Hans Wacker.
1913 übersiedelte die Familie Wacker von Düsseldorf in die Niederlande, zuerst nach Den Haag und kurze Zeit später nach Amsterdam. Zwar erhielt er hier in einigen Ausstellungen künstlerische Anerkennung, konnte jedoch kaum Bilder verkaufen. („Duitsche Meesters worden niet gevragt.“) Dabei half es auch nicht, dass er vorübergehend einen niederländisch klingenden Namen („Wacker-Elsen“) unter seine Bilder setzte. 1914, kurz vor Ausbruch des Ersten Weltkriegs, zog er mit seiner Familie nach Berlin. In den folgenden sechs Jahren organisierten die Galerien Eduard und Herrmann Schulte (Düsseldorf, Berlin, Köln) mehrfach Ausstellungen seiner Werke.
Aber auch hier war der materielle Erfolg, insbesondere durch die Kriegsjahre bedingt, trotz künstlerischer Anerkennung eher bescheiden. „Arm geboren, schlecht erzogen – wird er Maler aus sich selbst, notgedrungen Bettelkunst, ohne Protektion und hohe Gunst“, notierte er 1918 in sein Tagebuch und fuhr fort: „Nicht nur das musische auch das merkurische Glück muss der Maler haben“. 1919 führte die Galerie Helbing in Berlin kurz nach Wackers 50. Geburtstag eine große Sonderausstellung mit seinen Werken aus allen Schaffensperioden durch. Die Kunstkritiker brachten lobende Besprechungen. 1920 war Wacker zum ersten Mal in der Großen Berliner Kunstausstellung vertreten. Das bedeutete für ihn einen künstlerischen Durchbruch. Im gleichen Jahr freundete sich Wacker mit Käthe Kollwitz an. 1921 stellte er in der Galerie Hugo Perls in Berlin aus. 1926 folgte eine Ausstellung in der Galerie Caspari in München.
1928 konnte Hans Wacker ein kleines Anwesen in Ferch am Schwielowsee erwerben. Seit dieser Zeit verband ihn eine enge Freundschaft mit Karl Hagemeister.
Ab 1933 blieben Einladungen, Kunstausstellungen zu beschicken, von Hans Wacker unbeantwortet. Er wollte mit dem nationalsozialistischen Kunstbetrieb keine Berührung haben und mied die Öffentlichkeit. 1943, zu seinem 75. Geburtstag, wies er alle Vertreter der Presse ab. 1948 wollte Hans Wacker noch einmal eine Ausstellung seiner Arbeiten zusammenstellen. Dieser Versuch scheiterte jedoch an der geringen Zahl der erreichbaren Bilder.

## Gefälschte Van-Gogh-Gemälde
1932 wurde sein Sohn, der Kunsthändler Otto Wacker, in einem Aufsehen erregenden Prozess wegen des Verkaufs von etwa 30 gefälschten Van-Gogh-Gemälden verurteilt. Was aber nie geklärt werden konnte, war die Urheberschaft der Falsifikate, die zunächst von allen führenden Experten dieser Zeit als echt zertifiziert wurden. Hierzu gehörten u. a. Julius Meier-Graefe, dessen Publikation „Vincent van Gogh“ (1910) die weltweit erste Biografie des Malers war, und der Niederländer Jacob-Baart de la Faille, ohne dessen Expertise sich spätestens ab den 1920er Jahren kaum noch ein Van-Gogh-Gemälde verkaufen ließ. De la Faille nahm die gefälschten Gemälde sogar in sein vierbändiges Werkverzeichnis van Goghs auf. Während Meier-Graefe im Laufe des Prozesses gegen Wacker einräumen musste, dass er sich offenbar geirrt hatte, zog de la Faille zunächst seine Expertisen zurück, um dann später fünf der von Wacker stammenden Gemälde wieder für echt zu erklären.
Nicht die sich widersprechenden Experten, sondern naturwissenschaftliche Untersuchungen (insbesondere Röntgenaufnahmen) entschieden letztlich den Prozess gegen Otto Wacker. Um Van-Gogh-Gemälde in einer Qualität zu fälschen, mit der diese in bedeutende Museen und Privatsammlungen Eingang fanden, bedurfte es eines besonderen malerischen Könnens. Diese Fähigkeit besaß in hohem Maße Hans Wacker, der Vater des verurteilten Otto Wacker. Er beschäftigte sich schon lange vorher intensiv mit van Gogh. In einem Gemälde von 1912 (Bergabhang) sieht man unzweifelhaft, dass er versuchte, in dessen Duktus zu malen. In der ondulierenden (wellig verschlungen) Bewegung der pastösen Farbschichten, die sich in den Bäumen rotierend ballen, in dem deutlichen Relief seiner kräftigen Pinselstriche und der extremen Nahsichtigkeit des Motivs, kann man Wesentliches erkennen, das van Goghs Malweise in seinem Spätwerk ab der Zeit des Aufenthaltes im Hospital von Saint-Remy auszeichnet.
Da er die Technik van Goghs beherrschte, ist es naheliegend, in Hans Wacker den Maler der von seinem Sohn Otto Wacker angebotenen Fälschungen zu sehen. Diese Ansicht wird auch dadurch unterstrichen, dass Otto Wacker Jahrzehnte nach seinem Prozess seinem Arzt, einem Berliner Kunstsammler, vertraulich erzählte, dass die falschen Van-Gogh-Gemälde von seinem Vater stammten. Hans Wacker wurde jedoch öffentlich nie angeklagt. Vielleicht war es auch nur seine Begeisterung für die französischen Impressionisten und ihre Nachfolger, die von seinem Sohn für dubiose Geschäfte ausgenutzt wurde. Besonders in Bildern zwischen 1910 und 1915 finden wir immer wieder Werke von Hans Wacker, die den Einfluss dieser Stilrichtung zeigen. So wird neben der unbestrittenen großen Lebensleistung des Künstlers auch immer das Faszinosum seiner letztlich nicht sicher geklärten Verbindung zur spektakulärsten Kunstfälschungsaffäre des 20. Jahrhunderts bleiben.

## Werk
Wacker war lange ein Suchender zwischen den alten Meistern der niederländischen und flämischen Schulen sowie den französischen Impressionisten und ihren Nachfolgern. Aber er fand seinen persönlichen Stil. Es zeigt sich, „dass Hans Wacker keine direkte Schule vertritt und alle lokalen Einflüsse überwunden hat. Im Duktus und in der Palette proklamiert sich eine eigene starke Richtung“ (Julius Meier-Graefe aus Anlass der Sonderausstellung zum 50. Geburtstag des Künstlers in der Galerie Hugo Helbig 1919). Wacker ist vor allem durch seine impressionistischen Landschaften und Seestücke bekannt, die eine hohe Sicherheit der Konturen und ein exquisites Kolorit auszeichnen. Wacker erfasst das bewegte Spiel des Lichtes, das die Landschaft, die See zu jeder Tageszeit verändert, spielt malerisch mit der Atmosphäre und dem Reiz der Stimmung des flüchtigen Augenblicks und den mannigfaltigen Reflexen auf Wasser und Land. Außerdem finden sich in seinem Werk Stillleben, Porträts, sowie allegorische Szenen. Wacker hat den künstlerischen Anspruch seiner Bilder immer als wichtigsten Aspekt des Malens herausgestellt. Broterwerb war ihm hierbei nur eine lästige Pflicht.
Werke des Malers befinden sich im Städtischen Museum Straßburg (Niederrheinische Landschaft, 1912), im Märkischen Museum in Berlin (Selbstbildnis, Düsseldorf 1907) und im Museum der Havelländischen Malerkolonie in Ferch (Selbstbildnis, 1909; Marine, undatiert.).

## Ausstellungen
- Ausstellungen in der Kunsthalle und im Kunstpalast Düsseldorf (1909–1912) sowie im Leopold-Hoesch-Museum in Düren (1911–1912)
- Ausstellungen im Künstlerhaus Berlin und Amsterdam Sint Lucas sowie Atelier Pieter de Hooghstraat 82 (1913)
- große Sonderausstellung mit Werken aus allen Schaffensperioden in der Galerie Helbing, München / Berlin (1919)
- Teilnahme an der Großen Berliner Kunstausstellung 1920 (Nr. 752)
- Sonderausstellung Hans Wacker: Gemälde, Aquarelle, Zeichnungen vom 13. Juli bis 11. August 1963 im Märkischen Museum in Berlin
- Sonderausstellung in der Galerie Arkadenhof vom 20. November bis 18. Dezember 2004 in Löbau
- Ausstellung im Rahmen der Sonderausstellung Havelländische Malerkolonie – Alte Meister vom 6. bis 24. Juni 2006 in Ferch/Potsdam zusammen mit Werken von Schuch und Hagemeister; Leitbild des Ausstellungsplakates: H. Wacker: Niederrheinische Landschaft von 1902
- Hans Wacker – 1868 (Düsseldorf) bis 1958 (Ferch) – Ein Leben für die Kunst. Ausstellung von 70 Gemälden zum 140. Geburtstag und 50. Todestag des Malers vom 18. März bis 1. April 2008 im Stadtmuseum der Landeshauptstadt Düsseldorf
- Hans Wacker = Jan Tenhagen = Vincent van Gogh? – Das Lebenswerk eines Malers. Ausstellung vom 9. bis 30. November 2012 im Historischen Badhaus in Kulmbach
- Hans Wacker-Elsen – Deutscher Maler, 1868-1958 – See- und Hafenbilder/Porträts aus den Sammlungen von Klaus Köstner und Michael Voigt. Ausstellung vom 21. Juni bis 31. August 2014 im Regionalmuseum Bad Lobenstein
- Hans Wacker-Elsen, 1868-1958 – Sammlung Michael Voigt. Ausstellung vom 9. September bis 5. November 2017 in der Ostsächsischen Kunsthalle Pulsnitz
- Hans Wacker-Elsen, Deutscher Maler 1868–1958 – Aus der Sammlung Michael Voigt. Ausstellung vom 13. September bis 31. Oktober 2019 im Baudenkmal und Museum „Reiterhaus“ Neusalza-Spremberg